# Space Needle
De Space Needle is een toren in de stad Seattle in de Amerikaanse staat Washington. De toren is het symbool van Seattle.
Hij is geplaatst in het Seattle Center ter gelegenheid van de wereldtentoonstelling van 1962. Tijdens de wereldtentoonstelling kwamen er dagelijks bijna 20.000 bezoekers. Tijdens het gehele jaar 1962 kwamen meer dan twee miljoen mensen van het uitzicht genieten. De Space Needle is 184 m hoog, 42 m breed op zijn breedste punt en weegt 8660 ton. Toen de Space Needle klaar was, was het het hoogste gebouw ten westen van de Mississippi. Hij is gebouwd om winden tot 320 km/h en aardbevingen tot 9,5 op de schaal van Richter te weerstaan. Op het dak staan 25 bliksemafleiders om het gebouw en zijn bezoekers te beschermen.
De Space Needle heeft onder andere een souvenirwinkel, een restaurant op 152 m en een observatieplatform op 160 m hoogte. Vanaf de top heeft men niet alleen goed zicht op downtown Seattle maar ook op de Olympic Mountains, de Cascade Range, Mount Rainier, Mount Baker, Elliott Bay en de omringende eilanden. Op foto's van de skyline van Seattle neemt de Space Needle vaak een prominente positie in en lijkt vaak boven de wolkenkrabbers uit te steken. Dit gebeurt vooral vanwege het feit dat de Space Needle ongeveer 1,3 km buiten het centrum staat en vaak op de voorgrond wordt gefotografeerd, dit doet de toren groter lijken dan hij in werkelijkheid is. Bezoekers kunnen via een lift het observatieplatform bereiken. Het duurt 43 seconden om boven te komen met de lift die 16 km/h gaat. Tijdens drukte kan de rij voor de lift oplopen tot meer dan een uur. Op 19 april 1999 werd de Space Needle aangewezen als "Historic Landmark", vergelijkbaar met een monument.

## Architectuur
De Space Needle is een compromis tussen twee ontwerpen. De beste drie ideeën tijdens de periode voorafgaand aan de wereldtentoonstelling waren enerzijds een grote ballon bevestigd aan de grond ingediend door Edward Carlson en anderzijds een vliegende schotel van de hand van John Graham. Hoewel Carlson en Graham meestal degenen zijn die het ontwerp krijgen toegeschreven was het eigenlijk Victor Steinbrueck die de Space Needle ontwierp. De Space Needle werd gebouwd om zware aardbevingen te kunnen weerstaan. De Space Needle was destijds twee keer beter bestand tegen natuurgeweld dan de regels voorschreven. De aardbeving van 1965 met een kracht van 6,8 op de schaal van Richter deed in de toren het water uit de toiletten slaan. Zowel bij aardbevingen van maximaal 9 op de schaal van Richter en bij orkanen van categorie 5 zal er geen zware structurele schade ontstaan. Per 10 km/h wind zwaait de toren slechts 16 mm uit.
Tientallen jaren waren in de "draaiende schijf" twee restaurants gevestigd; The Space Needle Restaurant en de Emerald Suite. Beide werden gesloten in 2000 om plaats te maken voor Skycity, een groter restaurant dat lokale gerechten zou gaan serveren. Het restaurant draait rond in 47 minuten. In 1993 werden alle liften vervangen door modernere en computergestuurde exemplaren. Op 31 december 1999, oudejaarsavond, werd een krachtige lichtstraal op de top van de Space Needle onthuld. De lichtbron wordt Legacy Light of Skybeam genoemd en is qua lichtkracht gelijk aan 85 miljoen kaarsen. Hij schijnt op nationale feestdagen en speciale gelegenheden. Het concept stamt af van de originele wereldtentoonstellingsposter waar de Space Needle op stond met uit de top een krachtige lichtstraal. Deze is er toentertijd nooit geweest. Astronomen hebben bezwaar gemaakt tegen de lichtbundel vanwege de lichtvervuiling waardoor ze niet meer goed naar de sterren konden kijken. De eerste plannen waren om de Skybeam 75 dagen per jaar te laten schijnen maar tegenwoordig is het licht nauwelijks meer dan twaalf keer per jaar te zien. Het licht bleef twaalf dagen non-stop branden na de aanslag van 11 september 2001.
Met een hoogte van 184 m was de Space Needle in 1962 het hoogste gebouw ten westen van de Mississippi, tientallen jaren later zijn er vele gebouwen te vinden in de skyline van Seattle die een stuk hoger zijn.

## Geschiedenis

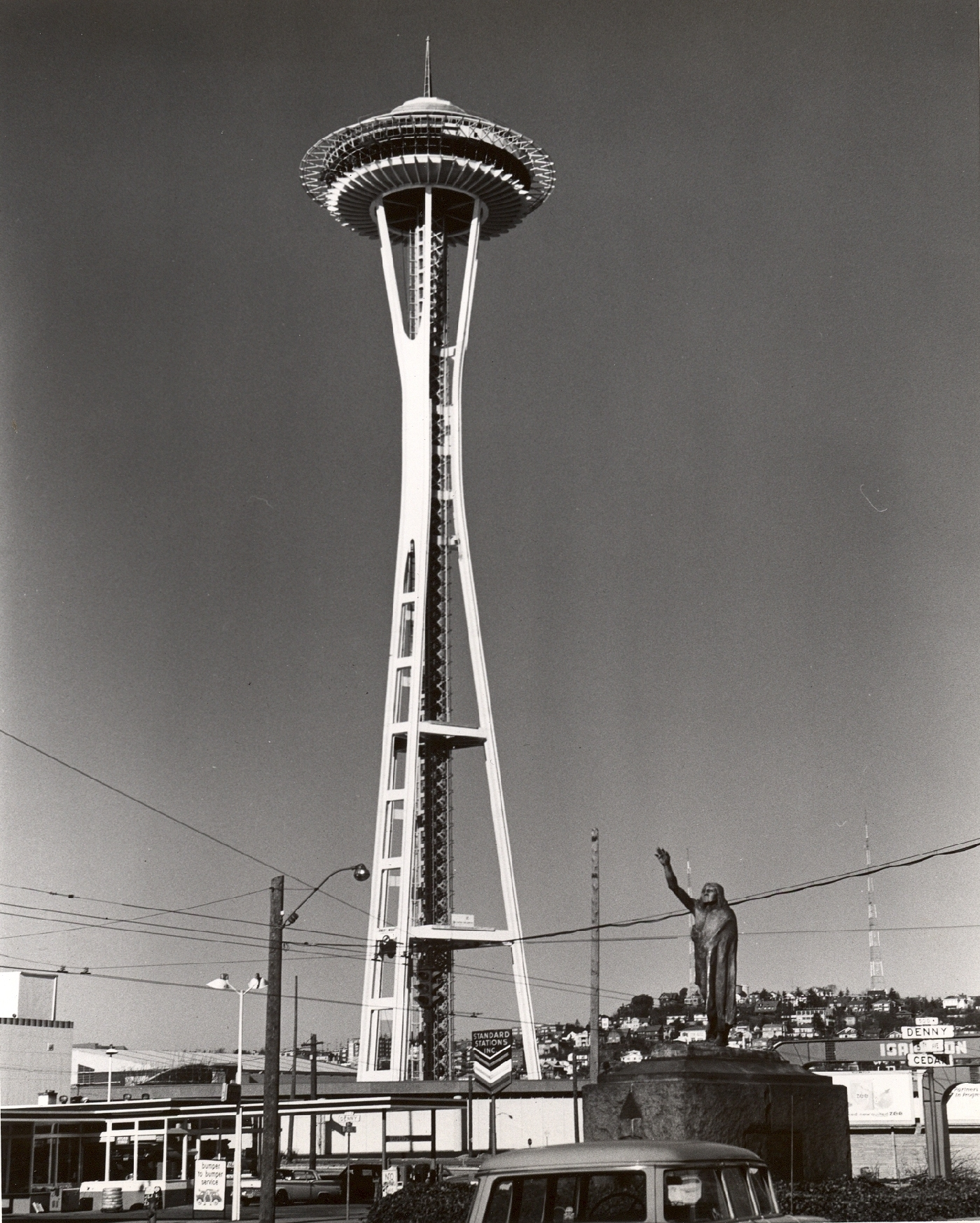
De Space Needle in de jaren 60

Edward Carlson, voorzitter van de wereldtentoonstelling 1962, had oorspronkelijk het idee om als onderdeel van de festiviteiten een toren met een restaurant in de top te bouwen. Carlson was eigenaar van een hotelketen en stond niet bekend als kunstenaar of ontwerper. Hij had echter inspiratie opgedaan na een bezoek aan de Stuttgarter Fernsehturm in Duitsland.
John Graham, een architect bekend van het ontwerpen van de eerste "shopping mall" ter wereld (Northgate in Seattle), raakte snel betrokken bij het plannen en ontwerpen van de toren. Zijn eerste idee was het maken van een restaurant dat om zijn as draait zoals hij eerder had gedaan voor een winkelcentrum in Honolulu.

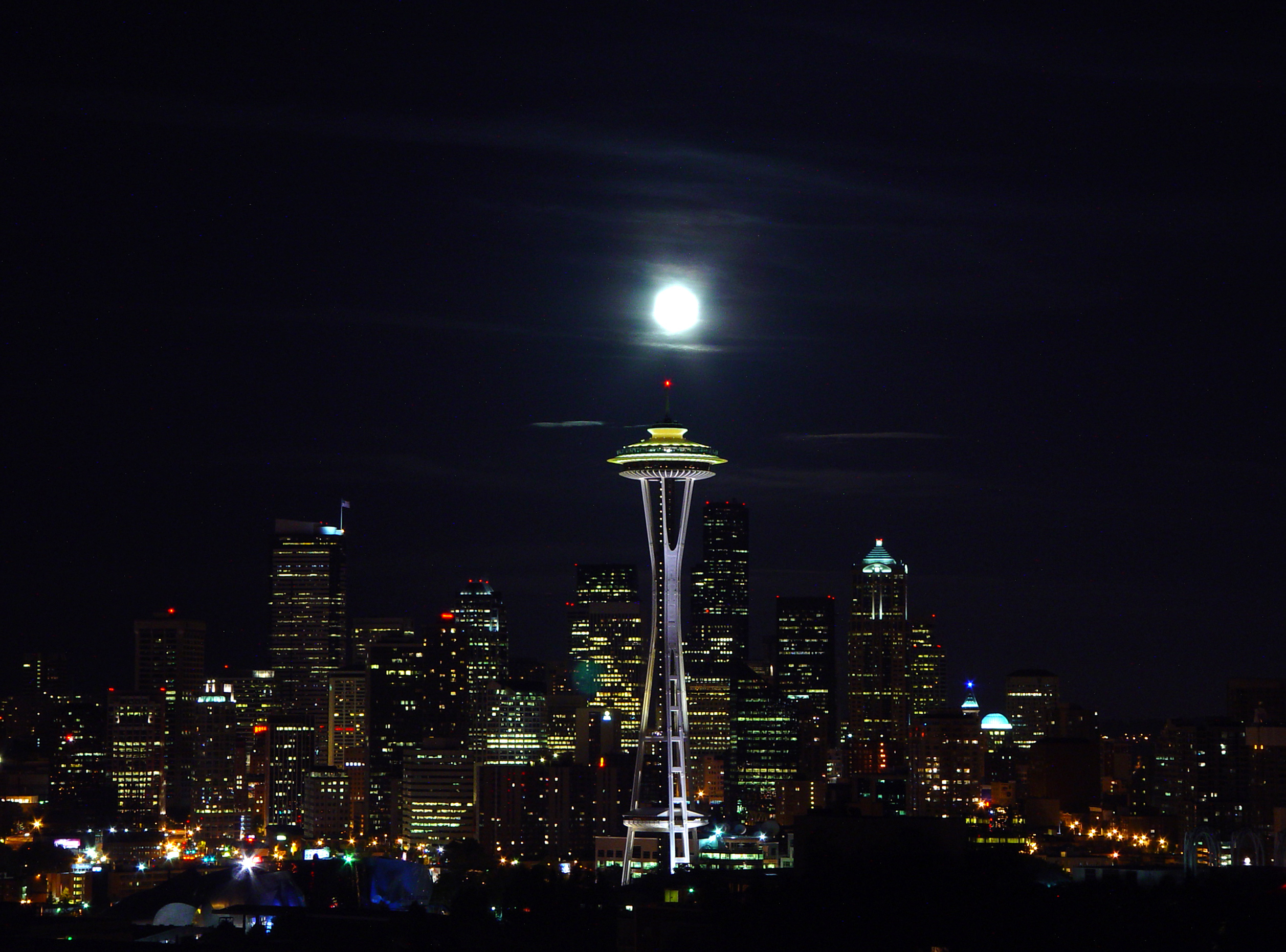
De Space Needle in de nacht

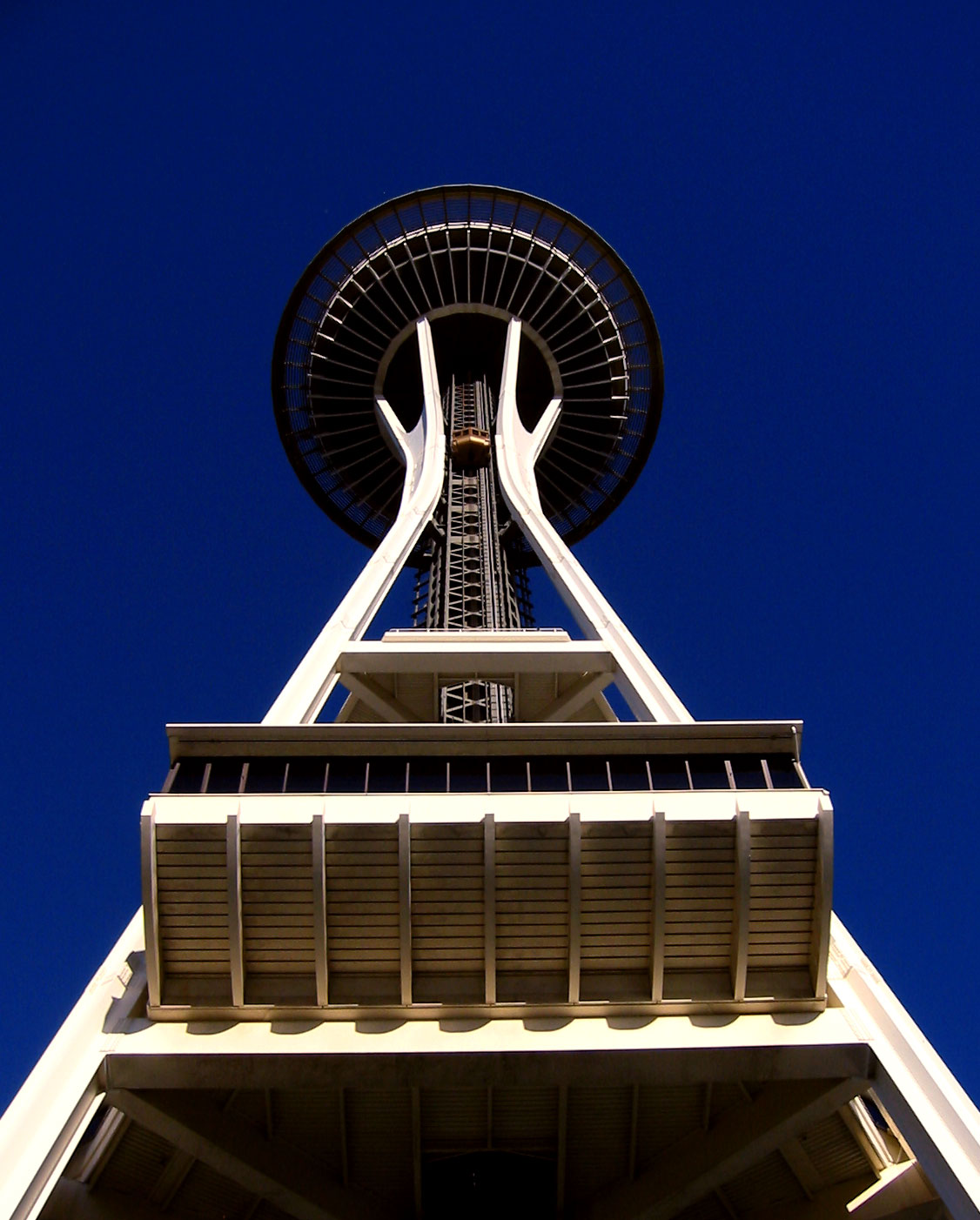
De Space Needle van onderaf

Toen was er echter nog geen land beschikbaar om de nieuwe toren op te gaan bouwen. Omdat de toren niet gefinancierd werd door de stad moest er een plek worden gevonden binnen het evenemententerrein, waar ook een kermis zou verrijzen. Er werd gedacht dat er niet genoeg ruimte beschikbaar zou zijn om een grote toren te doen verrijzen en de zoektocht werd bijna gestaakt toen in 1961 een stuk land van 40 m bij 40m werd gevonden en aangekocht voor $75.000. Tegen de tijd dat dit rond was, was de wereldtentoonstelling nog maar één jaar weg en begon de tijd te dringen.
De aarbevingsbestendigheid van de Space Needle werd verzekerd door een gat van 10 m diep en 40 m in diameter te graven; dit gat werd in één dag volgestort met beton, waarvoor 467 vrachtwagenladingen nodig waren. De fundering zelf weegt al 5850 ton waarvan 226 ton wapeningsstaal. Doordat het ondergrondse gewicht bijna gelijk is aan het bovengrondse ligt het massa-centrum slecht 1,5 m boven grondniveau. De toren wordt op zijn plaats gehouden met 72 bouten, elk 10 m lang.
Met de tijd als grote vijand werd er de klok rond gewerkt. De top met daarin de bovenste vijf verdiepingen (met o.a. het restaurant en observatieplatform) was zo goed gebalanceerd dat het restaurant kon draaien met een klein elektrisch motortje van 0,8kW (1 pk), dit werd later vervangen door een grotere van 1,1kW (1,5 pk). Met het drogen van de verf ("Orbital Olive" voor het frame, "Astronaut White" voor de poten, "Re-entery Red" voor de schotel en "Galaxy Gold" voor het dak) was de Space Needle binnen een jaar af. Het project was afgerond in april 1962 waarbij de kosten in totaal $4,5 miljoen bedroegen. De laatste lift werd de dag voor de grote opening geïnstalleerd. Tijdens de gehele tentoonstelling kwamen elke dag bijna 20.000 bezoekers naar de top. De 20.000 voor één dag is echter nooit gehaald, op minder dan 50 personen na.
In 2000 waren grootschalige renovaties klaar die bijna vijf keer zo veel hadden gekost als de originele bouw ($21 miljoen). Tussen 1999-2000 werden de volgende onderdelen gebouwd: Skycity restaurant, Spacebase winkel, Skybeam, verbouwing van het observatiedek, nieuwe verlichting en natuurlijk een nieuw likje verf.
Op 19 mei 2007 werd de 45 miljoenste bezoeker verwelkomd.

## Bijzonderheid
In 1962 deed toenmalig gouverneur van de staat Washington, Albert Rosellini, de filmproducent Metro-Goldwyn-Mayer (MGM) de suggestie aan de hand een speelfilm in de stad Seattle op te nemen, aangezien daar in dat jaar de wereldtentoonstelling gehouden zou worden.
MGM stemde in en uiteindelijk zou het de film It Happened at the World's Fair zijn die opgenomen werd in de Century 21 Exposition, ofwel de 1962 World's fair.
De hoofdrol werd gespeeld door Elvis Presley. Een aantal scènes zijn opgenomen in het Seattle Center, met name de Seattle Center Monorail, de Space Needle en het Pacific Science Center.
De film staat heden te dage bekend als de film waarin Kurt Russell als jonge jongen op diens verzoek en tegen betaling tegen Elvis' schenen schopt.

## In popcultuur
Als symbool van de Pacific Northwest heeft de Space Needle talloze optredens getoond in films, tv-shows en andere fictie. Voorbeelden van films zijn It Happened at the World's Fair (1962), waar het werd gebruikt als filmlocatie, en Sleepless in Seattle (1993). In de film The Parallax View uit 1974 vormen de binnen- en buitenplatforms van het observatiedek de basis voor een politieke moord en vindt er een korte achtervolging plaats op het dak erboven. In de film Austin Powers: The Spy Who Shagged Me uit 1999, diende het als uitvalsbasis voor de slechterik dokter Evil met het woord Starbucks geschreven over zijn schotel nadat zijn handlanger Nummer 2 de middelen van de organisatie naar het koffiebedrijf had verplaatst. Het is ook prominent aanwezig in Chronicle (2012) en is een belangrijk element in de climax van de film.
In de tv-serie Frasier verschijnt er een omtrek in de begincredits en is de basis zichtbaar vanaf een hoogbouwappartement, alhoewel dat uitzicht een kunstmatig compositiebeeld is, want er zijn geen hoogbouwappartementen in het gebied van die hoogte.
Andere tv-optredens zijn in Life After People van The History Channel, waarin het na 200 jaar instort als gevolg van corrosie. Het werd ook vernietigd in de tv-miniserie 10.5 waarin een 7,9-aardbeving Seattle trof. In de film wordt de naald ten onrechte voorgesteld als afbrokkelend beton, hoewel de structuur in feite van ijzer is en is ontworpen om bestand te zijn tegen een aardbeving met een kracht van 9,0.
De naald is ook te zien in enkele afleveringen van Bill Nye the Science Guy, zoals de aflevering "Storms" waarbij Bill Nye de bliksemafleider gebruikt als een voorbeeld van het uitvoeren van blikseminslag.
Max Guevara, de protagoniste uit de serie Dark Angel wat zich afspeelt in een post-apocalyptisch Seattle, wordt vaak gezien op het dak van de vervallen en verlaten Space Needle. Ze komt hier dan om even alleen te zijn en om na te denken over de dingen die ze meemaakt.